# Sumbawanga
Sumbawanga  este un oraș  în partea de vest a Tanzaniei. Este reședinta  regiunii Rukwa.